# Rawle Marshall
Pour les articles homonymes, voir Marshall.
Rawle Marshall, né le 20 février 1982 à Georgetown, en Guyana, est un joueur américano-guyanien de basket-ball. Il évolue aux postes d'arrière et d'ailier.